# Álvaro Quiroga
Álvaro Daniel Quiroga Sardina (Yacuiba, 17 de junio de 1995) es un futbolista boliviano. Juega como centrocampista en The Strongest de la Primera División de Bolivia.

## Trayectoria

### Petrolero
Álvaro Quiroga comenzó su carrera en Petrolero de Yacuiba, debutando en el equipo en 2017.

## Selección nacional
En marzo de 2023 recibió su primera convocatoria por el nuevo director técnico de la selección de Bolivia, Gustavo Costas, para disputar dos partidos contra las selecciones dd Uzbekistán y Arabia Saudí. En ambos amistosos no sumó minutos.
El 17 de junio de 2023 debutó con la selección absoluta de Bolivia en un amistoso ante Ecuador.

## Clubes
| Club          | País    | Año           |
| ------------- | ------- | ------------- |
| Petrolero     | Bolivia | 2016-2017     |
| Sport Boys    | Bolivia | 2018-2019     |
| Guabirá       | Bolivia | 2020-2022     |
| The Strongest | Bolivia | 2023-presente |

## Palmarés

### Títulos nacionales
| Título           | Club          | Año  |
| ---------------- | ------------- | ---- |
| Primera División | The Strongest | 2023 |